# USS Nahant (SP-1250)
USS Nahant (SP-1250) – okręt motorowy zbudowany w 1913 przez firmę John H. Dialogue, Camden jako "Luckenback No. 4". Nabyty przez United States Navy od firmy Luckenback Steamship Co., Inc. z Nowego Jorku 1 grudnia 1917 i włączona do służby 12 grudnia 1917.
Operując w rejonie 3 Dystryktu Morskiego (ang. 3rd Naval District) "Nahant" wypełniał zadania holownicze w czasie swojej służby w Marynarce. Został wycofany ze służby na początku 1920. Został przekazany miastu Nowy Jork i służył w Departamencie Policji jako "Service No. 3", a później jako "John F. Harlan". Wrócił do US Navy w 1928. Został skreślony z listy okrętów floty 27 września 1928. Nabył go Joseph O’Boyle z Nowego Jorku 24 grudnia 1928.